# ري مرتفع صغير

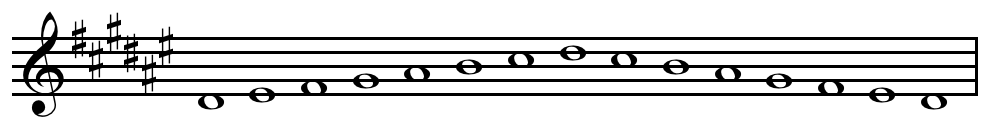
سلم ري مرتفع الصغير صعوداً وهبوطاً

ري مرتفع صغير (D-sharp minor) هو سلم موسيقي صغير يتألف من الدرجات الموسيقية ري المرتفعة ♯D، مي المرتفعة ♯E، فا المرتفعة ♯F، صول المرتفعة ♯G، لا المرتفعة ♯A، سي B، دو المرتفعة ♯C، ري المرتفعة ♯D، وينتهي بمفتاح ري المرتفعة ♯D، وذلك على الترتيب التالي من اليسار إلى اليمين:
♯D♯, E♯, F♯, G♯, A♯, B, C♯, D
يحوي سلم ري مرتفع الصغير على ست إشارات رفع، واحدة على الري وواحدة على المي وواحدة على الفا وواحدة على الصول وواحدة على اللا وواحدة على الدو. إن السلم الصغير المتناغم معه يكون عن طربق رفع ♯C إلى C.
إن المفتاح الموسيقي القريب له على السلم الكبير هو فا مرتفع كبير، أما المفتاح الموسيقى الموازي فهو ري مرتفع كبير.